# Prionapteryx serpentella
Prionapteryx serpentella là một loài bướm đêm trong họ Crambidae.